# ベンジャミン・ムカパ・ナショナルスタジアム

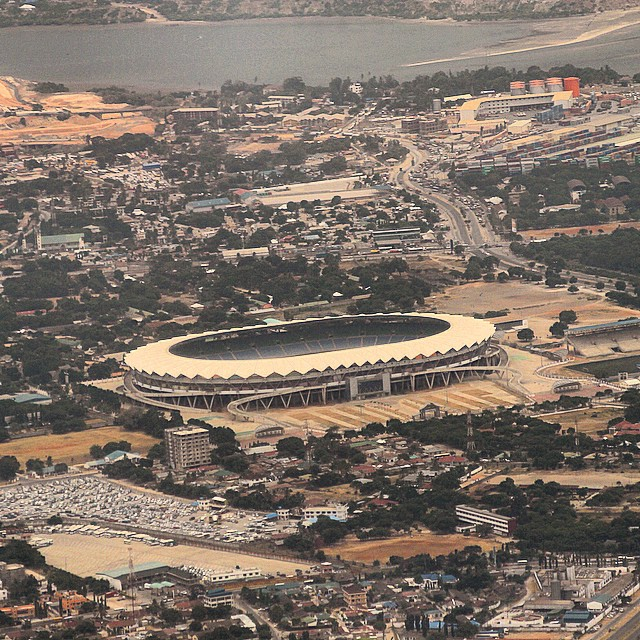

ベンジャミン・ムカパ・ナショナル・スタジアム（英：Benjamin Mkapa National Stadium）は、タンザニアの最大都市ダルエスサラームにある多目的スタジアム。タンザニア・ナショナル・スタジアム、タンザニア・ナショナル・メイン・スタジアムなど様々な呼び名がある。収容人数23,000人のウフル・スタジアムが隣接する。スタジアム名はタンザニアの第3代大統領ベンジャミン・ウィリアム・ムカパにちなんで命名された。
1. ↑  “Stadiums in Tanzania”.   World Stadiums. 2015年1月27日閲覧。
2. 1 2  “Tanzania's new stadium ready”.  BBC Sport (2007年7月18日). 2015年1月26日閲覧。